# ГЕС Ардон
ГЕС Ардон — гідроелектростанція на південному заході Швейцарії, яка використовує ресурс кількох річок, що дренують південний схил Бернських Альп.
Водозбірна система гідрокомплексу складається із:
- водозабору з річки Netage та тунелю довжиною 1 км до річки Morge (права притока Рони), лівою притокою якої і є сама Netage;
- малої греблі на Morge, який відводить ресурс до тунелю довжиною 6,9 км, що прямує на захід до річки Lizerne (інша права притока Рони);
- водозаборів на Lizerne та її правій притоці Derbonne і з'єднуючого їх тунелю довжиною 0,7 км, який є продовженням лінії від Morge;
- двокамерного підземного балансуючого резервуару du Liapey об'ємом 60 тис. м3.

У 1974-му, через 14 років після введення електростанції в експлуатацію, на Lizerne вище від водозабору створили додаткове водосховище об'ємом 0,89 млн м3, яке може накопичувати воду із верхів'я цієї річки. Воно утримується земляною греблею Godey висотою 35 метрів, довжиною 170 метрів, товщиною від 5 (по гребеню) до 125 метрів.
З підземного балансуючого резервуару бере початок головний дериваційний тунель довжиною 7,3 км, який прямує через гірський масив правобережжя Lizerne та по завершенню переходить у похилу напірну шахту довжиною 1,7 км зі змінним діаметром від 1,3 до 1,1 метра.
Машинний зал розташовано на виході Lizerne  в долину Рони. Він обладнаний двома турбінами типу Пелтон загальною потужністю 50 МВт, які при напорі у 837 метрів забезпечують річне виробництво на рівні 163 млн кВт·год. Відпрацьована вода відводиться до нижнього балансуючого резервуара об'ємом 17 тис. м3.
Видача продукції відбувається по ЛЕП, що працює під напругою 65 кВ.
Управління електростанцією здійснюється дистанційно з диспетчерського центру в Сант-Леонард.